# 数字子频道
数字子频道（英語：Digital subchannel）是指在广播上，从同一个数字广播电台或地面数字电视台站所发射的同一个射频频道上同时搭载一个以上独立节目流的技术。这是通过数据压缩技术来减小每个独立节目流的大小，再采用多路复播的方式将它们组合成单个的信号流。这种技术有时也被称为“组播技术”。

## 技术考量
如果可以对19.39兆比特每秒的位元流进行分割，那么数字电视可以支持多个数字子频道。因此，电视台站所有者或广播工程师可以按照下表的任何一个情况在6兆赫兹频道下运行（由于使用可变码率，实际比特率会上下小幅度浮动）。
| 主频道规格                           | 子频道数 | 子频道规格                          |
| ------------------------------------ | -------- | ----------------------------------- |
| 1080i / 720p高清频道（19Mbit/s） × 1 | 不適用   | 无法增加子频道                      |
| 1080i / 720p高清频道（15Mbit/s） × 1 | 1        | 480p / 480i标清子频道（3.8 Mbit/s） |
| 1080i / 720p高清频道（11Mbit/s） × 1 | 1        | 720p高清子频道（8 Mbit/s）          |
| 1080i / 720p高清频道（11Mbit/s） × 1 | 2        | 480p / 480i标清子频道（3.8 Mbit/s） |

### 脚注
1. ↑  数字为理论上的上限数值。
2. ↑  中文译名参见国家教育研究院双语词汇、学术名词暨辞书资讯网。